# Alfred Körner
Alfred Körner   (Viena, 14 de febrer de 1926 - Viena, 23 de gener de 2020) fou un futbolista austríac de les dècades del 1940 i 1950.
La seva etapa com a jugador transcorregué de forma majoritària al SK Rapid Wien.
Pel que fa a la selecció austríaca, hi debutà l'octubre de 1947 davant Txecoslovàquia. Participà en la Copa del Món de Futbol de 1954 al costat del seu germà gran Robert. També participà en la Copa del Món de Futbol de 1958 En total fou 47 cops internacional, on marcà 14 gols. El seu darrer partit internacional el jugà l'octubre de 1958 enfront França.

## Palmarès
- Lliga austríaca de futbol (7):
  - 1946, 1948, 1951, 1952, 1954, 1956, 1957
- Copa austríaca de futbol (1):
  - 1946
- Copa Zentropa (1):
  - 1951